# Stephan Bauer (Footballspieler)
Stephan Bauer (* 3. September 1974) ist ein ehemaliger deutscher Footballspieler.

## Laufbahn
Als Jugendlicher spielte Bauer bei den Bad Homburg Falken, ab 1993 war er Quarterback der Bad Homburger Herrenmannschaft in der Football-Bundesliga.
In den Jahren 1999 und 2001 stand der Kicker bei Frankfurt Galaxy in der NFL Europe unter Vertrag. Ende Juni 1999 gewann er mit der Mannschaft durch ein 38:24 über die Barcelona Dragons im Düsseldorfer Rheinstadion den World Bowl. In der Bundesliga spielte er auch für die Aschaffenburg Stallions, die Rüsselsheim Razorbacks, die Hanau Hawks und 2008 nach einer Pause von vier Jahren für die Marburg Mercenaries.
Bauer war Nationalspieler, mit der deutschen Auswahl gewann er im Jahr 2000 Silber bei der Europameisterschaft und wurde im Jahr darauf dann Europameister.
Er war als Trainer für die Landesauswahlmannschaft Hessens tätig, im Frühjahr 2004 stieß er zum Trainerstab der Wiesbaden Phantoms.